# Sucha Struga
Sucha Struga – wieś w Polsce, położona w województwie małopolskim, w powiecie nowosądeckim, w gminie Rytro, na prawym brzegu Popradu, na stokach Makowicy (948 m n.p.m.).
W latach 1975–1998 wieś administracyjnie należała do województwa nowosądeckiego.
Graniczy z gminą Stary Sącz (Wola Krogulecka), gminą Nawojowa (Złotne), gminą Piwniczna (Kokuszka, Głębokie, Młodów), Obłazami Ryterskimi i Rytrem.
W południowej części wsi znajduje się zespół wypoczynkowy "Słoneczny Stok", kościół z plebanią należący do parafii w Głębokiem. We wsi jest kilka gospodarstw agroturystycznych. W granicach wsi znajduje się też największa atrakcja i symbol gminy – ruiny Zamku w Rytrze.
Historyczne: Ledworackie (Ledworacki), Do Karbownika (Karbownik), Pod Groniem. Wieś królewska, położona w drugiej połowie XVI wieku w powiecie sądeckim województwa krakowskiego, należała do tenuty barcickiej.
Wieś nie posiada herbu. Nieznane są też pieczęcie gminne z czasów galicyjskich.

## Integralne części wsi
| SIMC    | Nazwa     | Rodzaj     |
| ------- | --------- | ---------- |
| 0459738 | Dział     | część wsi  |
| 0459744 | Karbownik | część wsi  |
| 0459810 | Kretówki  | przysiółek |
| 0459750 | Limasy    | część wsi  |
| 1047558 | Łomy      | część wsi  |
| 0459804 | Makowica  | przysiółek |
| 0459780 | Szczepany | część wsi  |
| 0459827 | Za Halą   | przysiółek |

## Historia
- Pierwsza wzmianka o Suchej Strudze pochodzi z 1596 r.
- Wieś powstała w wyniku akcji kolonizacyjnej przeprowadzonej pod koniec XVI w. i zasiedlona (prawdopodobnie) przez osadników z Mazowsza.
- Sucha Struga była własnością królewską administrowaną z Barcic (starostwo barcickie) do czasów zagarnięcia przez Austriaków w 1788 r. i włączeniu do dóbr państwowych zwanych Kamerą (Cameral Amt in Alt Sandez).
- W sierpniu 1770 r. znalazła się w granicach monarchii habsburskiej razem z całą Sądeczyzną.
- Po 1867 r. wieś stała się gminą jednowioskową z obszarem dworskim.
- W niepodległej Polsce Sucha Struga do reformy administracyjnej z 1933 r. była gminą jednowioskową (na zasadach z czasów galicyjskich).
- Następnie wchodziła w skład gminy zbiorowej w Piwnicznej, z przerwą w latach 1955–1972 kiedy to była gromadą podległą prezydium Gromadzkiej Rady Narodowej w Rytrze. Po reaktywowaniu ryterskiej gminy w 1994 roku stanowi jedno z jej sołectw.

## Demografia
Ludność według spisów powszechnych.
| Rok    | 1900 | 1921 | 1931 | 2002 |
| Liczba | 64   | 68   | 80   | 147  |

| Zwierzęta | Konie | Bydło | Owce | Świnie |
| Liczba    | 19    | 266   | 123  | 68     |